# Jeorjos S. Merkuris
Jeorjos S. Merkuris, gr. Γεώργιος Σ. Μερκούρης (ur. w 1886 w Atenach, zm. w grudniu 1943 tamże) – grecki faszystowski działacz polityczny, minister żywności i zaopatrzenia oraz gospodarki narodowej w okresie międzywojennym, prezes Banku Grecji podczas II wojny światowej
Studiował nauki politologiczne i ekonomię na uniwersytetach w Paryżu i Londynie. W 1915 r. został wybrany do parlamentu greckiego. Był deputowanym nieprzerwanie do 1929 r. W 1921 objął funkcję ministra żywności i zaopatrzenia w rządzie Petrosa Protopapadakisa. W 1926 został ministrem gospodarki narodowej. W 1927 brał udział w delegacji greckiej do Ligi Narodów. We wrześniu 1932 ponownie wybrano go na deputowanego. Jednocześnie został wiceprzewodniczącym Partii Ludowej, z której odszedł już w listopadzie tego roku po konflikcie z przywódcą ugrupowania Panajisem Tsaldarisem. W grudniu założył faszystowską Grecką Partię Narodowo-Socjalistyczną. W poł. grudnia 1934 r. uczestniczył w międzynarodowym zjeździe faszystowskim w Montreux. Nawiązał bliskie kontakty z NSDAP Adolfa Hitlera. Partia J. S. Merkurisa poparła wprowadzenie w poł. 1936 r. dyktatury przez Joanisa Metaksasa. Podczas okupacji niemieckiej Grecji w 1943 r. J. S. Merkuris stanął na czele Banku Grecji, ale wkrótce zmarł na atak serca.